# Collegio elettorale di Vergato (Regno di Sardegna)
Il collegio elettorale di Vergato è stato un collegio elettorale uninominale del Regno di Sardegna.
È stato creato, assieme agli altri collegi elettorali dell'Emilia, con decreto del Governatore per le provincie dell'Emilia, Luigi Carlo Farini, il 20 gennaio 1860
Era composto dai territori di Vergato, Porretta e Castiglione.
Con la proclamazione del Regno d'Italia i territori sono confluiti nell'omonimo collegio del Regno d'Italia.

## Dati elettorali
Nel collegio si svolsero votazioni solo per la VII legislatura.

### VII legislatura
Le votazioni si svolsero in 387 collegi uninominali a doppio turno. Come previsto dalla legge elettorale del 20 novembre 1859, era eletto al primo turno il candidato che «riunisce in suo favore più del terzo dei voti del total numero dei membri componenti il collegio e più della metà dei suffragi dati dai votanti presenti all'adunanza» (art. 91). Se nessun candidato era eletto, al ballottaggio tra i due candidati con più voti era eletto chi otteneva il maggior numero di voti (art. 92) o, in caso di ugual numero di voti, il maggiore d'età (art. 93).
| Partito                            | Partito                            | Candidato                          | Primo turno 25 marzo 1860 | Primo turno 25 marzo 1860 | Ballottaggio 29 marzo 1860 | Ballottaggio 29 marzo 1860 |
| Partito                            | Partito                            | Candidato                          | Voti                      | %                         | Voti                       | %                          |
| ---------------------------------- | ---------------------------------- | ---------------------------------- | ------------------------- | ------------------------- | -------------------------- | -------------------------- |
|                                    | —                                  | Giovanni Battista Ercolani         | 159                       | 98,15                     | 190                        | 100,00                     |
|                                    | —                                  | Carlo Pepoli                       | 3                         | 1,85                      |                            |                            |
|                                    |                                    |                                    |                           |                           |                            |                            |
| Iscritti                           | Iscritti                           | Iscritti                           | 544                       | 100,00                    | 544                        | 100,00                     |
| ↳ Votanti (% su iscritti)          | ↳ Votanti (% su iscritti)          | ↳ Votanti (% su iscritti)          | 164                       | 30,15                     | 192                        | 35,29                      |
| ↳ Voti validi (% su votanti)       | ↳ Voti validi (% su votanti)       | ↳ Voti validi (% su votanti)       | 162                       | 98,78                     | 190                        | 98,96                      |
| ↳ Schede non valide (% su votanti) | ↳ Schede non valide (% su votanti) | ↳ Schede non valide (% su votanti) | 2                         | 1,22                      | 2                          | 1,04                       |
| ↳ Astenuti (% su iscritti)         | ↳ Astenuti (% su iscritti)         | ↳ Astenuti (% su iscritti)         | 380                       | 69,85                     | 352                        | 64,71                      |

L'onorevole Ercolani fu sorteggiato il 2 giugno 1860 per eccedenza nel numero dei deputati professori. Gli elettori furono riconvocati.
| Partito                            | Partito                            | Candidato                          | Risultati 1º luglio 1860 | Risultati 1º luglio 1860 |
| Partito                            | Partito                            | Candidato                          | Voti                     | %                        |
| ---------------------------------- | ---------------------------------- | ---------------------------------- | ------------------------ | ------------------------ |
|                                    | —                                  | Paolo Silvani                      | 30                       | 100,00                   |
|                                    |                                    |                                    |                          |                          |
| Iscritti                           | Iscritti                           | Iscritti                           | 544                      | 100,00                   |
| ↳ Votanti (% su iscritti)          | ↳ Votanti (% su iscritti)          | ↳ Votanti (% su iscritti)          | 30                       | 5,51                     |
| ↳ Voti validi (% su votanti)       | ↳ Voti validi (% su votanti)       | ↳ Voti validi (% su votanti)       | 30                       | 100,00                   |
| ↳ Schede non valide (% su votanti) | ↳ Schede non valide (% su votanti) | ↳ Schede non valide (% su votanti) | 0                        | 0,00                     |
| ↳ Astenuti (% su iscritti)         | ↳ Astenuti (% su iscritti)         | ↳ Astenuti (% su iscritti)         | 514                      | 94,49                    |

Le operazioni elettorali furono incomplete. "Si procedette nelle operazioni elettorali nella sola sezione di Vergato. L'ufficio principale non fece alcuna proclamazione. Nella sezione di Porretta mancavano le liste elettorali di 4 Comuni, e in quella di Castiglione non risulta avvenuta alcuna operazione elettorale". Gli elettori furono riconvocati.
| Partito                            | Partito                            | Candidato                          | Primo turno 5 agosto 1860 | Primo turno 5 agosto 1860 | Ballottaggio 9 agosto 1860 | Ballottaggio 9 agosto 1860 |
| Partito                            | Partito                            | Candidato                          | Voti                      | %                         | Voti                       | %                          |
| ---------------------------------- | ---------------------------------- | ---------------------------------- | ------------------------- | ------------------------- | -------------------------- | -------------------------- |
|                                    | —                                  | Paolo Silvani                      | 80                        | 95,24                     | 111                        | 97,37                      |
|                                    | —                                  | Bartolomeo Cavazzi                 | 4                         | 4,76                      | 3                          | 2,63                       |
|                                    |                                    |                                    |                           |                           |                            |                            |
| Iscritti                           | Iscritti                           | Iscritti                           | 547                       | 100,00                    | 547                        | 100,00                     |
| ↳ Votanti (% su iscritti)          | ↳ Votanti (% su iscritti)          | ↳ Votanti (% su iscritti)          | 87                        | 15,90                     | 114                        | 20,84                      |
| ↳ Voti validi (% su votanti)       | ↳ Voti validi (% su votanti)       | ↳ Voti validi (% su votanti)       | 84                        | 96,55                     | 114                        | 100,00                     |
| ↳ Schede non valide (% su votanti) | ↳ Schede non valide (% su votanti) | ↳ Schede non valide (% su votanti) | 3                         | 3,45                      | 0                          | 0,00                       |
| ↳ Astenuti (% su iscritti)         | ↳ Astenuti (% su iscritti)         | ↳ Astenuti (% su iscritti)         | 460                       | 84,10                     | 433                        | 79,16                      |

"L'elezione, per quanto regolare, fu annullata il 9 ottobre 1860 per le seguenti considerazioni: L’ufficio definitivo della sezione di Vergato, male a proposito si era astenuto, nella precedente elezione del 1º luglio, dal proclamare il candidato che aveva avuto maggior numero di voti e dall’ordinare che fossero continuate le operazioni elettorali nelle tre sezioni a norma di legge, salvo a redigere verbale dell’accaduto, perché la Camera, cui sola spetta il giudizio definitive delle operazioni elettorali, potesse giudicarne; che in conseguenza il Governo non aveva facoltà di riconvocare il collegio, senza che prima la Camera avesse deliberato su quanto era stato fatto in quel collegio il 1º luglio: che perciò essendo viziata la convocazione del collegio pel 5 agosto, doveva ritenersi nulla la elezione del deputato. — Non seguì altra elezione."